# Jožef Holpert
Jožef Holpert (Bezdan, 13. ožujka 1961.), umirovljeni je srbijanski rukometaš i reprezentativac. Otac je Jožefa Holperta, srbijanskog reprezentativca.

### Klupska karijera
Igrao je za RK Crvenka, koja je tada bila jedna od najjačih jugoslavenskih klubova.

### Reprezentativna karijera
Holpert je bio član jugoslavenske reprezentacije koja je na svjetskom prvenstvu 1986. osvojila zlato i na Olimpijadi 1988. osvojila broncu.

## Vanjske poveznice
- Databaseolympics